# Graf (Iowa)
Graf es una ciudad ubicada en el condado de Dubuque en el estado estadounidense de Iowa. En el Censo de 2010 tenía una población de 79 habitantes y una densidad poblacional de 219,44 personas por km².

## Geografía
Graf se encuentra ubicada en las coordenadas 42°29′40″N 90°52′23″O / 42.49444, -90.87306. Según la Oficina del Censo de los Estados Unidos, Graf tiene una superficie total de 0.36 km², de la cual 0.36 km² corresponden a tierra firme y (0%) 0 km² es agua.

## Demografía
Según el censo de 2010, había 79 personas residiendo en Graf. La densidad de población era de 219,44 hab./km². De los 79 habitantes, Graf estaba compuesto por el 100% blancos, el 0% eran afroamericanos, el 0% eran amerindios, el 0% eran asiáticos, el 0% eran isleños del Pacífico, el 0% eran de otras razas y el 0% pertenecían a dos o más razas. Del total de la población el 1.27% eran hispanos o latinos de cualquier raza.